# Cornelia Grünberg
Cornelia Grünberg (* 23. Dezember 1959 in Berlin) ist eine deutsche Regisseurin und Drehbuchautorin.

## Leben
Grünberg studierte Regie- und Drehbuch an der Deutschen Film und Fernsehakademie Berlin (dffb) ab 1987. 1994 schloss sie ihr Studium mit der Verfilmung des Romans „Paul Vier und die Schröders“ von Andreas Steinhöfel als Regisseurin und Autorin ab.
Seitdem ist sie als freie Autorin und Regisseurin für das Kino und das Fernsehen tätig. 1999 war sie mit „Zwei in einem Boot“ Gast der Berlinale. Von 2001 bis 2014 war Cornelia Grünberg freie Dozentin für Camera Acting und Filmgeschichte an der Filmschauspielschule Berlin. 2012 war sie mit „VIERZEHN – Erwachsen in 9 Monaten“ ebenfalls Gast der Berlinale.
2008 startete Grünberg das Projekt „14-18-28“: In ihrer Langzeitdokumentation begleitet sie vier vierzehnjährige Mädchen, die ungeplant schwanger wurden und sich für die Kinder entschieden haben. Der erste Film „VIERZEHN – Erwachsen in neun Monaten“ zeigt die Teenager bis zur Geburt ihrer Babys, der zweite Film „ACHTZEHN – Wagnis Leben“ – die Kinopremiere fand im September 2014 statt – die Mütter und ihre Kinder nach vier Jahren. Der dritte Film soll die Kinder der jungen Frauen von der Geburt bis zum Beginn der Pubertät begleiten. Im vierten und zugleich letzten Teil sollen die Frauen im Alter von 28 Jahren und ihre Kinder im Alter von 14 Jahren porträtiert werden.
Grünberg ist seit 2018 im Vorstand des Bundesverbandes Regie (BvR) und seit 2019 im geschäftsführenden Vorstand.

## Filmografie (Auswahl/Kino)
- 1994/95: Paul IV
- 1997: Zeit des Schweigens
- 1998: First Kiss
- 1998/99: Zwei in einem Boot
- 2008–2012: Vierzehn – Erwachsen in 9 Monaten
- 2012–2014: Achtzehn – Wagnis Leben